# Dunkelvolk
Dunkelvolk es una compañía peruana de ropa establecida en Lima-Perú. Su enfoque de comunicación está basado en tres pilares importantes que son: el arte, la acción y la aventura. Hoy en día, es una marca que ha alcanzado mucha aceptación en muy poco tiempo, colocándose en el mercado peruano a la altura de marcas internacionales como Billabong, Quiksilver y Rip Curl. Actualmente, fue adquirida por OYM BRANDS, grupo comercial especializado en la distribución y representación de marcas.
La palabra Dunkelvolk es de origen alemán y significa "Pueblo oscuro".

## Historia
Dunkelvolk se creó en 1996, siendo sus fundadores Dieter Zúñiga, Facundo Gallo y Jano Sayán. Juntos, practicaban deportes extremos, bajando desde Ticlio (a 4818 m s. n. m.) hasta San Mateo usando sólo sus patines en línea. 
En 1996, cuando este deporte se hacía más popular, vieron la oportunidad de confeccionar unos pantalones anchos, diseñados especialmente para patinadores, vendiéndolos todos. En esta oportunidad, convocaron a sus hermanos, Pablo Sayán, Micky Zúñiga y Malú Sayán, para fabricar 300 pantalones más, los cuales fueron de igual modo vendidos en su totalidad. Siguieron con polos, jeans y luego ropa para skaters y tablistas. Actualmente, Dunkelvolk está presente en varios países de la región y con proyectos de entrar a mercados como el europeo y norteamericano.
De 1996 a 2003, Dunkelvolk era una marca de patinadores, a partir de esta fecha, comenzaron a fabricar también para otro tipo de estilos de vida como los skaters y bikers.
En 2003, la marca se lanza al deporte del Surf, auspiciando al campeón peruano Javier Swayne desde el 2006 en adelante la marca la puedes ver en diferentes ámbitos del mundo urbano.

## Dunkelvolk hoy
OYM BRANDS, es dueña de la marca Dunkelvolk, confecciona y comercializa en el Perú, ropa con diseños inspirados en la naturaleza y en la cultura urbana. Se encuentra en todas las tiendas THE BOX a nivel nacional.